# روبرتو تورتی
روبرتو تورتی (به انگلیسی: Roberto Torretti)؛ (زاده ۱۵ فوریه ۱۹۳۰ - درگذشته ۱۲ نوامبر ۲۰۲۲) فیلسوف، نویسنده و دانشگاهی شیلیایی بود که به‌دلیل مشارکت‌هایش در تاریخ فلسفه، فلسفه فیزیک و فلسفه ریاضیات شهرت بین‌المللی داشت.

## زندگی
تورتی در سال ۱۹۵۴ دکترای خود را از دانشگاه فرایبورگ زیر نظر ویلهلم سیلاسی دریافت کرد. مدت کوتاهی پس از آن او شروع به سخن‌رانی در فلسفه و روان‌شناسی در مؤسسه آموزش دانشگاه شیلی در والپارایسو کرد. او همچنین قبل از شروع یک حرفه آکادمیک که بیش از چهل سال به طول انجامید برای سازمان ملل متحد کار کرد و در طی آن در دانشگاه پورتوریکو و دانشگاه شیلی به تدریس فلسفه پرداخت. تورتی استاد بازنشسته دانشگاه پورتوریکو و عضو انستیتو بین‌المللی فلسفه بود. در آوریل ۲۰۰۵ به تورتی توسط دانشگاه خودگردان بارسلونا در اسپانیا دکترای افتخاری اعطا شد. تورتی در سانتیاگو، شیلی اقامت داشت و با کارلا کوردوآ، آکادمیسین و فیلسوف ازدواج کرد. در سپتامبر ۲۰۱۱ کوردوا و تورتی به‌طور مشترک جایزه ملی علوم انسانی و اجتماعی جمهوری شیلی را دریافت کردند.

## کار فلسفی

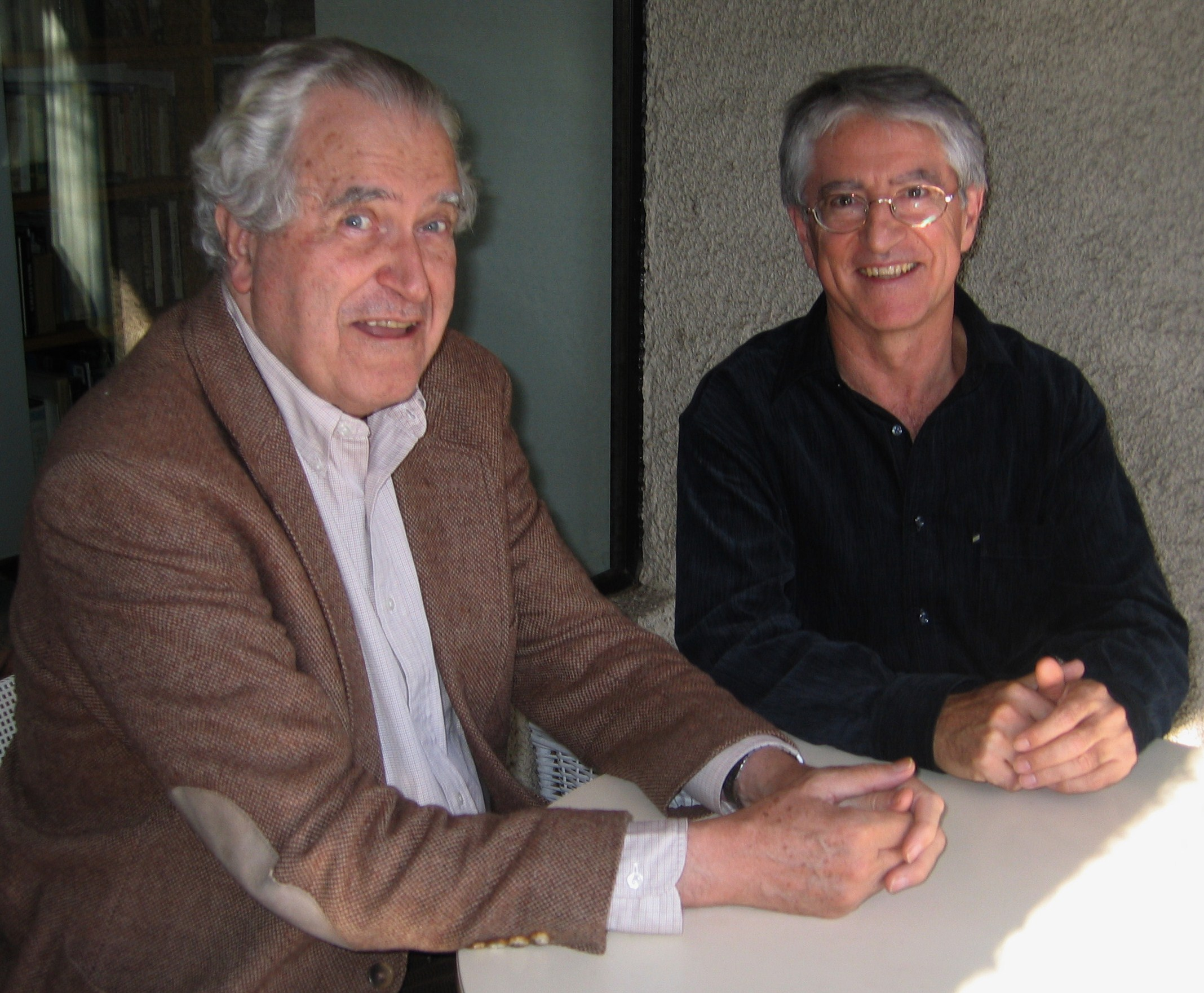
روبرتو تورتی و خسوس موسترین در سانتیاگو (شیلی) در سال ۲۰۰۴

تورتی بسیار تحت‌تأثیر ایمانوئل کانت فیلسوف آلمانی قرار گرفت و بسیاری از آثار خود را به اندیشه کانت تقدیم کرد. اثر او مانوئل کانت: استودیوی مبانی فلسفه مسیحی یکی از مهم‌ترین آثار ادبی دربارهٔ افکار این فیلسوف آلمانی قرن هجدهم به‌حساب می‌آید. کتاب‌هایی مانند فلسفه هندسه از ریمان تا پوانکاره (۱۹۷۸)، نسبیت و هندسه (۱۹۸۳) و بهشت کانتور (۱۹۹۸) تورتی را به یک مرجع برجسته در فلسفه علم تبدیل کردند. بیش‌تر کارهای تورتی با فیزیک و ریاضیات، و با تمرکز بر نظریه نسبیت و هندسه قرن نوزدهم، سروکار داشت. او کتاب بهشت کانتور را به سنت نظری مجموعه در منطق و فلسفه ریاضیات اختصاص داد. او به همراه ژسوس موسترین یک فرهنگ لغت اصیل و جامع از منطق و فلسفه علم نوشت.

## جوایز دانشگاهی
- جایزه ملی علوم انسانی، جمهوری شیلی، ۲۰۱۱
- دکترای افتخاری، دانشگاه خودمختار بارسلون، ۲۰۰۵
- همکار، مرکز پیتسبورگ برای فلسفه علم، ۱۹۸۳–۱۹۸۴
- همکار یادبود جان سیمون گوگنهایم، ۱۹۸۰–۱۹۸۱
- همکار یادبود جان سیمون گوگنهایم، ۱۹۷۵–۱۹۷۶
- الکساندر فون هومبولت دوزنتنستیپنددیات، کانت آرشیو، بن، ۱۹۶۴–۱۹۶۵

## آثار
- مانوئل کانت: بررسی مبانی فلسفه انتقادی. (۱۹۶۷، نسخه چهارم ۲۰۱۳)
- فلسفه طبیعت. متون باستانی و مدرن (۱۹۷۱)
- مشکلات فیلسوفیا. متون فلسفی کلاسیک و معاصر. (دبلیو. اویس او. گومز) (۱۹۷۵)
- فلسفه هندسه از ریمان تا پوانکاره. (۱۹۷۸)
- نسبیت و هندسه. (۱۹۸۳)
- درک خلاق: تأملات فلسفی در فیزیک. (۱۹۹۰)
- تنوع در عقل: مقالاتی دربارهٔ کانت. (دبلیو. کارلا کوردوا) (۱۹۹۲)
- هندسه جهان و مقالات دیگر در فلسفه طبیعی. (۱۹۹۴)
- فیلوکتتس سوفوکل. متن و تفسیر (۱۹۹۷)
- بهشت کانتور: سنت هم‌سویی در فلسفه ریاضی. (۱۹۹۸)
- فلسفه فیزیک. (۱۹۹۹)
- فرهنگ لغت منطق و فلسفه علم. (و. ژسوس موسترین) (۲۰۰۲، ویرایش دوم ۲۰۱۰)
- نسبیت و فضازمان (۲۰۰۳)
- به علم فکر کن. [و. میگل اسپینوزا]
- فقط ستاره‌های آسمان: گفتگو با روبرتو تورتی. (به همراه ادواردو کاراسکو)
- مطالعات فلسفی ۱۹۵۷–۱۹۸۷. (۲۰۰۶)
- مطالعات فلسفی ۱۹۸۶–۲۰۰۶. (۲۰۰۷)
- از یودکسوس تا نیوتن: مدل‌های ریاضی در فلسفه طبیعی. (۲۰۰۷)
- نقد فلسفی و پیشرفت علمی. (۲۰۰۸)
- مطالعات فلسفی ۲۰۰۷–۲۰۰۹. (۲۰۱۰)
- مطالعات فلسفی ۲۰۱۰–۲۰۱۱. (۲۰۱۳)
- مطالعات فلسفی ۲۰۱۱–۲۰۱۴. (۲۰۱۴)
- دیدگاه‌ها (دبلیو. کارلا کوردوا). (۲۰۱۷).
- با دلیل یا زور: توسیدید ۵٫۸۴–۱۱۶. (۲۰۱۷).